# نوک ۱۲۳۰

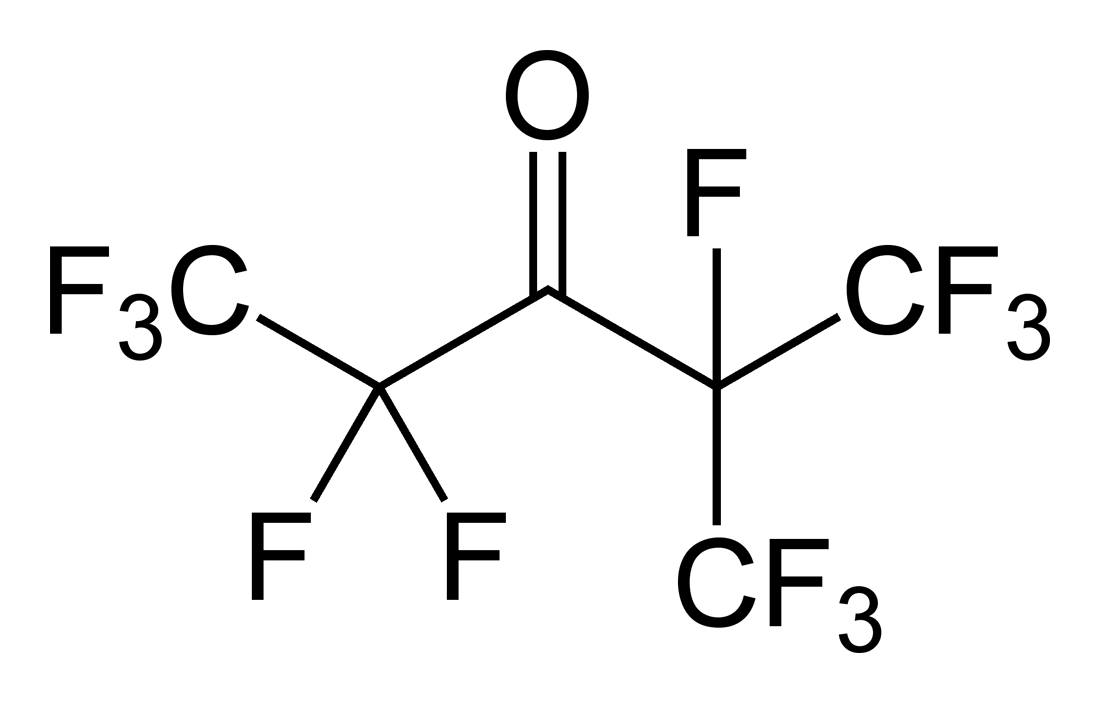
فرمول اسکلتی مولکول Novec 1230

نوک ۱۲۳۰ (به انگلیسی: Novec 1230) یک ترکیب شیمیایی با شناسه پاب‌کم 2782408 است.